# (77) Frigga
(77) Frigga est un astéroïde de la ceinture principale découvert par Christian Peters le 12 novembre 1862. Il est nommé d'après Frigg, une déesse de la mythologie nordique.
Frigga est un astéroïde de type M.
Frigga a été étudié par radar.

## Compléments